# ブランドン・フィリップス
ブランドン・エミル・フィリップス（Brandon Emil Phillips, 1981年6月28日 - ）は、アメリカ合衆国ノースカロライナ州ローリー出身の元プロ野球選手（二塁手）。右投右打。
愛称はダット・ドュード（Dat Dude）。妻はWWEに所属する女子プロレスラーのジェイド・カーギル。

## 経歴

### プロ入り前
1996年のアトランタオリンピックでは野球競技でバットボーイを務めていた。ジョージア州のレダン高等学校時代はバスケットボールと野球をプレーした。好きな野球選手はシンシナティ・レッズの遊撃手だったバリー・ラーキン。

### プロ入りとエクスポズ傘下時代
1999年のMLBドラフト2巡目（全体57位）でモントリオール・エクスポズから指名され、プロ入り。

### インディアンス時代
2002年6月27日にバートロ・コローン、ティム・ドリューとのトレードで、リー・スティーブンス、グレイディ・サイズモア、クリフ・リーらと共にクリーブランド・インディアンスへ移籍した。同年9月13日にメジャーデビュー。マイナーでは遊撃手だったが、メジャーの遊撃手はオマー・ビスケルがいたため二塁手へ転向された。
2003年はレギュラーとして112試合に出場し、打率.208、6本塁打、33打点を記録した。
2004年はAAA級バッファロー・バイソンズで135試合に出場して、打率.303、4本塁打、50打点、14盗塁盗塁を記録したが、メジャーではシーズン終盤の6試合のみの出場にとどまった。
2005年もシーズンの大半をAAA級バッファローで過ごし、メジャーでは6試合の出場に終わった。

### レッズ時代
2006年4月7日にシンシナティ・レッズへ移籍した。再び二塁手のレギュラーとなり、自身初の満塁本塁打を打つなど打率.276、17本塁打、75打点、25盗塁を記録した。
2007年は7月3日のサンフランシスコ・ジャイアンツ戦ではサヨナラ満塁本塁打を打った。9月5日には28号本塁打を打ち、ジョー・モーガンが保持していたレッズの二塁手のシーズン本塁打記録を更新。9月27日には「30-30」を達成。二塁手での達成はアルフォンソ・ソリアーノに次ぐMLB史上2人目。シーズン終了後、年俸調停権を得たフィリップスは、2008年の年俸として420万ドルを要求。これに対し、球団は270万ドルを提示したが、2008年2月15日に年俸調停を避け、4年総額2,700万ドル（5年目の2012年は球団オプション）で契約延長した。
2008年の打撃成績は前年より低下して打率.261にとどまり、レギュラーシーズン最後の17試合を右手人差し指の故障で離脱したが、初めてゴールドグラブ賞を受賞。4月10日から7月8日にかけて二塁手としてフレディ・サンチェスに次ぐ78試合連続無失策を記録したり、二塁手としてリーグ1位の守備率.990を記録。
2009年は3年連続で20本塁打以上を記録。他の部門では、二塁打（30本）・打点（98打点）・四球（44四球）で自己最高の数字 (当時) を記録した。
2010年は3年ぶりにシーズン100得点以上を記録。前年に自己最高の数字を記録した二塁打と四球は更に増えたが、本塁打は20本を下回り、打点もレギュラー定着以降で最低の59打点に留まった。また、盗塁も初めて20を下回ったばかりか、盗塁死が自己最悪の12に上ったため、盗塁成功率は57％という低い数字だった。
2011年は自身初の打率.300を記録。またシーズン終了後には2年連続3度目のゴールドグラブ賞を受賞する。一方で盗塁数は14と、レッズに移籍してから自己最低の数字に終わる。シーズン終了後に球団はフィリップスのオプションを行使し、2012年もレッズでプレーすることとなった。
2012年4月10日に2017年まで6年7250万ドルで契約延長を行った。
2013年開幕前の2月27日に第3回ワールド・ベースボール・クラシック（WBC）のアメリカ合衆国代表に選出された。同大会では2番セカンドのレギュラーとして出場した。シーズンでは2年ぶりにオールスターのメンバーに選出された。この年は1番秋信守と3番ジョーイ・ボットが4割以上の出塁率を残していたため、シーズン途中から2番にボット、4番ジェイ・ブルースが3番になり、フィリップスが4番を任された。4番に座ってからは打点が伸びたが、打率は3割近くから急落し、最終的に打率.261、18本塁打、103打点、5盗塁、OPS0.706という成績を記録。100打点を超えたのは自身初で、リーグ4位の数字だった。その一方で4番に座ったことで走る機会が激減し、8年ぶりに盗塁が2ケタを割り込んだ。守備では151試合で守りに就き、9失策・守備率.987という成績を記録、2年ぶりにゴールドグラブ賞に選出された。またシーズン中にはフィリップスの出塁率の低さをTwitterで指摘した記者に罵詈雑言を浴びせるという失態を演じた。
2014年は、左手の親指を手術した事もあり、一定期間故障者リスト入りした。この影響もあって121試合の出場に留まり、2005年以来9年ぶりに規定打席到達を逃した。打撃成績も低調で、打率.266、8本塁打、51打点、2盗塁に留まった。
2015年は148試合に出場し、再び規定打席に到達した。打率.294、12本塁打、70打点を記録。また、19二塁打はレギュラー定着後で初の20未満ながら、ちょうど通算300二塁打を達成。6シーズンぶりの20盗塁超えとなる23盗塁を記録。これはリーグ10位タイの数字だった。
2016年は、141試合の出場で打率.291、11本塁打、64打点、14盗塁を記録。

### ブレーブス時代
2017年2月12日にアンドリュー・マッキラハン、カルロス・ポルトゥオンドとのトレードで、アトランタ・ブレーブスへ移籍した。学生時代をジョージア州で過ごしたため、「（地元の）ブレーブスでプレーする夢が叶った」とコメントした。シーズンでは5月22日のピッツバーグ・パイレーツ戦で通算200本塁打を達成した。200本塁打・200盗塁を達成した二塁手は史上6人目。しかし、オジー・アルビーズがメジャーに昇格して正二塁手として起用されたことに伴い、控えとなったが、8月2日以降より三塁手にコンバートされた。

### エンゼルス時代
2017年8月31日にトニー・サンチェスとのトレードで、ロサンゼルス・エンゼルスへ移籍した。9月1日のテキサス・レンジャーズ戦で移籍後初出場した。オフの11月2日にFAとなった。

### レッドソックス時代
2018年6月27日にボストン・レッドソックスとマイナー契約を結び、7月5日に傘下のAAA級ポータケット・レッドソックスへ配属された。9月4日にメジャー契約を結んでアクティブ・ロースター入りした。背番号は「0」に決まったが、これによりフィリップスがレッドソックスの球団史上初めて着用した選手となった。ワールドシリーズ優勝の翌日の10月29日にFAとなった。

### 独立リーグ時代
2019年6月25日に、弟が監督を務める独立リーグ・パシフィック・アソシエーションのヴァレーホ・アドミラルズと契約した。4試合に出場、打率308、1本塁打、3打点の成績を残し、7月4日に退団した。

### メキシカンリーグ時代
2019年7月16日にメキシカンリーグのメキシコシティ・レッドデビルズと契約。36試合に出場し打率.267、3本塁打、15打点を記録した。10月5日にFAとなった。

### 独立リーグ時代
2020年は、新型コロナウイルスの感染拡大により開催中止となったフロンティアリーグのワシントン・ワイルドシングスらが代替開催したリーグ「Yinzer Baseball Confederacy」の「Baseball Brilliance Sox」でプレーした。10試合に出場し、打率.128、2本塁打、6打点を記録した。
2021年5月19日、この年からアトランティックリーグに加盟したレキシントン・レジェンズの共同オーナーとなり、5月31日に選手としてもチームと契約した。この年は54試合に出場し、打率.276、14本塁打、52打点を記録した。
2022年は40試合に出場して打率.250、4本塁打、18打点を記録したが、球団が新たなオーナーグループに売却されたこともあり、シーズン終了後に退団した。

## プレースタイル
コンタクト技術に長けて三振率も低いが、早打ちであまり四球を選ばないため、打率に対して出塁率が非常に低い。これまで打率2割8分以上を5度記録しているが、出塁率3割5分以上は1度しか記録しておらず、2013年には野球記者との出塁率に関するツイッター上のやり取りが問題となった。
レッズ移籍2年目の2006年から2012年までの6年間で、DRSは＋51、UZRは＋62.0を記録している。しかし、2012年以降は、RFでリーグ平均未満を記録している。2013年から2016年の4年間で、DRSは＋5だった。
2016年終了時点で、レッズの球団史上9位の通算1774安打、現役二塁手で2位の4646補殺を記録している。

## 詳細情報

### 年度別打撃成績
| 年 度     | 球 団     | 試 合 | 打 席 | 打 数 | 得 点 | 安 打 | 二 塁 打 | 三 塁 打 | 本 塁 打 | 塁 打 | 打 点 | 盗 塁 | 盗 塁 死 | 犠 打 | 犠 飛 | 四 球 | 敬 遠 | 死 球 | 三 振 | 併 殺 打 | 打 率 | 出 塁 率 | 長 打 率 | O P S |
| --------- | --------- | ----- | ----- | ----- | ----- | ----- | -------- | -------- | -------- | ----- | ----- | ----- | -------- | ----- | ----- | ----- | ----- | ----- | ----- | -------- | ----- | -------- | -------- | ----- |
| 2002      | CLE       | 11    | 36    | 31    | 5     | 8     | 3        | 1        | 0        | 13    | 4     | 0     | 0        | 1     | 0     | 3     | 0     | 1     | 6     | 0        | .258  | .343     | .419     | .762  |
| 2003      | CLE       | 112   | 393   | 370   | 36    | 77    | 18       | 1        | 6        | 115   | 33    | 4     | 5        | 5     | 1     | 14    | 0     | 3     | 77    | 12       | .208  | .242     | .311     | .553  |
| 2004      | CLE       | 6     | 24    | 22    | 1     | 4     | 2        | 0        | 0        | 6     | 1     | 0     | 2        | 0     | 0     | 2     | 0     | 0     | 5     | 1        | .182  | .250     | .273     | .523  |
| 2005      | CLE       | 6     | 9     | 9     | 1     | 0     | 0        | 0        | 0        | 0     | 0     | 0     | 0        | 0     | 0     | 0     | 0     | 0     | 4     | 0        | .000  | .000     | .000     | .000  |
| 2006      | CIN       | 149   | 587   | 536   | 65    | 148   | 28       | 1        | 17       | 229   | 75    | 25    | 2        | 4     | 6     | 35    | 3     | 6     | 88    | 19       | .276  | .324     | .427     | .751  |
| 2007      | CIN       | 158   | 702   | 650   | 107   | 187   | 26       | 6        | 30       | 315   | 94    | 32    | 8        | 2     | 5     | 33    | 4     | 12    | 109   | 26       | .288  | .331     | .485     | .816  |
| 2008      | CIN       | 141   | 609   | 559   | 80    | 146   | 24       | 7        | 21       | 247   | 78    | 23    | 10       | 0     | 6     | 39    | 6     | 5     | 93    | 13       | .261  | .312     | .442     | .754  |
| 2009      | CIN       | 153   | 644   | 584   | 78    | 161   | 30       | 5        | 20       | 261   | 98    | 25    | 9        | 2     | 8     | 44    | 3     | 6     | 75    | 21       | .276  | .329     | .447     | .776  |
| 2010      | CIN       | 155   | 687   | 626   | 100   | 172   | 33       | 5        | 18       | 269   | 59    | 16    | 12       | 6     | 1     | 46    | 1     | 8     | 83    | 14       | .275  | .332     | .430     | .762  |
| 2011      | CIN       | 150   | 675   | 610   | 94    | 183   | 38       | 2        | 18       | 279   | 82    | 14    | 9        | 5     | 6     | 44    | 3     | 9     | 85    | 15       | .300  | .353     | .457     | .810  |
| 2012      | CIN       | 147   | 623   | 580   | 86    | 163   | 30       | 1        | 18       | 249   | 77    | 15    | 2        | 3     | 4     | 28    | 2     | 8     | 79    | 19       | .281  | .321     | .429     | .750  |
| 2013      | CIN       | 151   | 666   | 606   | 80    | 158   | 24       | 2        | 18       | 240   | 103   | 5     | 3        | 4     | 9     | 39    | 6     | 8     | 98    | 19       | .261  | .310     | .396     | .706  |
| 2014      | CIN       | 121   | 499   | 462   | 44    | 123   | 25       | 0        | 8        | 172   | 51    | 2     | 3        | 2     | 6     | 23    | 1     | 6     | 74    | 13       | .266  | .306     | .372     | .678  |
| 2015      | CIN       | 148   | 623   | 588   | 69    | 173   | 19       | 2        | 12       | 232   | 70    | 23    | 3        | 1     | 3     | 27    | 1     | 4     | 68    | 13       | .294  | .328     | .395     | .723  |
| 2016      | CIN       | 141   | 584   | 550   | 74    | 160   | 34       | 1        | 11       | 229   | 64    | 14    | 8        | 2     | 6     | 18    | 3     | 8     | 68    | 17       | .291  | .320     | .416     | .736  |
| 2017      | ATL       | 120   | 499   | 470   | 68    | 137   | 27       | 1        | 11       | 199   | 52    | 10    | 8        | 1     | 1     | 19    | 1     | 8     | 57    | 19       | .291  | .329     | .423     | .753  |
| 2017      | LAA       | 24    | 105   | 102   | 13    | 26    | 7        | 0        | 2        | 39    | 8     | 1     | 0        | 1     | 0     | 2     | 0     | 0     | 16    | 2        | .255  | .269     | .382     | .652  |
| '17計     | LAA       | 144   | 604   | 572   | 81    | 163   | 34       | 1        | 13       | 238   | 60    | 11    | 8        | 2     | 1     | 21    | 1     | 8     | 73    | 21       | .285  | .319     | .416     | .735  |
| 2018      | BOS       | 9     | 27    | 23    | 4     | 3     | 0        | 0        | 1        | 6     | 2     | 0     | 0        | 0     | 0     | 4     | 0     | 0     | 7     | 1        | .130  | .259     | .261     | .520  |
| MLB：17年 | MLB：17年 | 1902  | 7992  | 7378  | 1005  | 2029  | 368      | 35       | 211      | 3100  | 951   | 209   | 84       | 39    | 62    | 420   | 34    | 92    | 1092  | 224      | .275  | .320     | .420     | .740  |

- 2018年度シーズン終了時

### 表彰
MLB
- シルバースラッガー賞：1回（2011年）
- ゴールドグラブ賞：4回（2008年、2010年、2011年、2013年）
- フィールディング・バイブル・アワード：1回（2008年）

### 記録
MiLB
- オールスター・フューチャーズゲーム選出：1回（2002年）

MLB
- MLBオールスターゲーム選出：3回（2010年、2011年、2013年）

### 背番号
- 61（2002年）
- 7（2003年 - 2005年）
- 4（2006年 - 2017年）
- 0（2018年）

### 代表歴
- 2013 ワールド・ベースボール・クラシック・アメリカ合衆国代表